# William FitzRoy, III duque de Cleveland
William FitzRoy, III duque de Cleveland, II duque de Southampton (19 de febrero de 1698-18 de mayo de 1774) fue un noble inglés, conocido como conde Chichester desde su nacimiento hasta 1730.
En 1730, él sucedió a su padre Charles como duque de Cleveland y mayordomo mayor de Inglaterra. En 1731, se casó con Lady Henrietta Finch, hija de Daniel Finch, II conde de Nottingham. Ella murió en 1742, sin darle herederos. Más tarde él llevó una vida retirada, disfrutando de los beneficios económicos de por sus distintos cargos. El ducado se extinguió tras su muerte; aunque el título se volvió a crear para su sobrino nieto William Vane, I duque de Cleveland.